# Alexandra Gachulincová
Alexandra Gachulincová (* 1991) je slovenská topmodelka, vítězka Kenvelo Elite Model Look Slovakia 2005 a držitelka 2. místa Elite Model Look International 2005.

## Život
Alexandra Gachulincová pochází z Považské Bystrice.

### Kariéra
Ve 14 letech se zúčastnila soutěže Kenvelo Elite Model Look a stala se slovenskou vítězkou. Poté reprezentovala Slovenskou republiku na světovém finále Elite Model Look International v Šanghaji, kde se umístila na 2. místě.